# سرخرگ گوشی پسین
سرخرگ گوشی پسین (خلفی) (انگلیسی: Posterior auricular artery) شاخه‌ای کوچک از سرخرگ کاروتید بیرونی است که از بالای ماهیچه دوشکمچه‌ای (دی‌گاستریک) و ماهیچه نیزه‌ای‌لامی، در روبه‌روی نوک زائده نیزه‌ای گیجگاه جدا می‌شود. سرخرگ گوشی پسین ضمن عبور به پشت لاله گوش انشعابات ظریفی به غده بناگوشی می‌دهد.
سرخرگ کوشی پسین ماهیچه‌های گردن و حفره صماخی را خون‌رسانی می‌کند.